# Sofia Corban
Sofia Corban (nacida como Sofia Banovici, Drăgănești-Vlașca, 1 de agosto de 1956) es una deportista rumana que compitió en remo.
Participó en dos Juegos Olímpicos de Verano en los años 1980 y 1984, obteniendo una medalla de oro en Los Ángeles 1984 en la prueba de cuatro scull con timonel. Ganó tres medallas de bronce en el Campeonato Mundial de Remo entre los años 1979 y 1982.

## Palmarés internacional
| Juegos Olímpicos   | Juegos Olímpicos             | Juegos Olímpicos  | Juegos Olímpicos         |
| Año                | Lugar                        | Medalla           | Prueba                   |
| ------------------ | ---------------------------- | ----------------- | ------------------------ |
| 1984               | Los Ángeles (Estados Unidos) | Medalla de oro    | Cuatro scull con timonel |
| Campeonato Mundial |                              |                   |                          |
| Año                | Lugar                        | Medalla           | Prueba                   |
| 1979               | Bled (Yugoslavia)            | Medalla de bronce | Cuatro scull con timonel |
| 1981               | Múnich (RFA)                 | Medalla de bronce | Cuatro scull con timonel |
| 1982               | Lucerna (Suiza)              | Medalla de bronce | Cuatro scull con timonel |